# Paul Michel (Architekt)
Paul Michel senior (* 29. Dezember 1877 in Eilenburg; † 23. April 1938 in Berlin) war ein deutscher Architekt. Sein Schaffen ist eng verbunden mit dem Conrad Heidenreichs, mit dem Michel in Berlin ein gemeinsames Architekturbüro führte.

## Leben

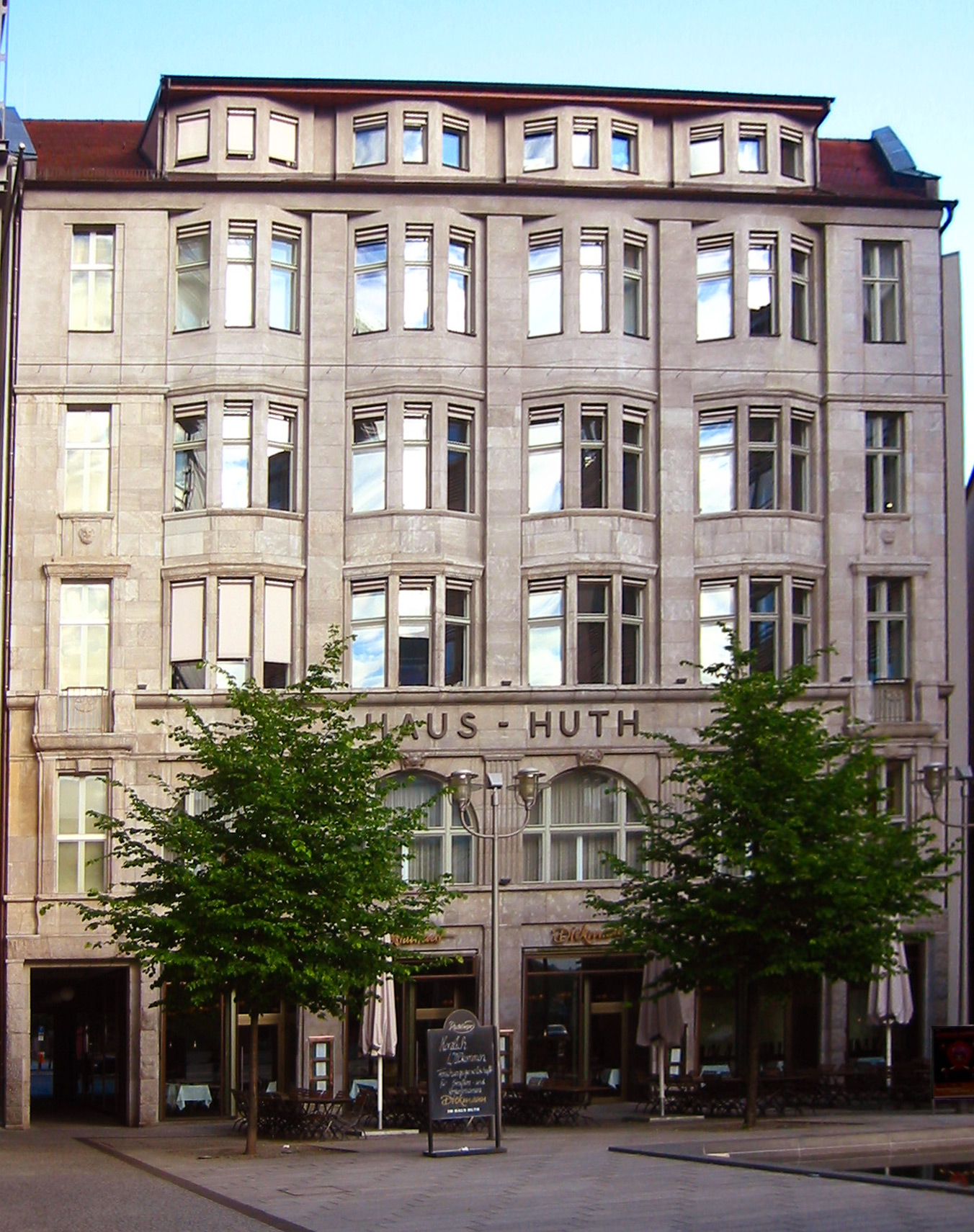
Weinhaus Huth

Paul Michel wurde 1877 als Sohn des Chemiefabrikanten Alfred Michel in Eilenburg geboren. Er nahm ein Architektur-Studium an der Technischen Hochschule (Berlin-)Charlottenburg auf, wo er Conrad Heidenreich kennenlernte. Michel, der in seiner Studienzeit zahlreiche Aquarelle und Zeichnungen seiner Heimatstadt anfertigte, hatte dabei den impressionistischen Maler Max Liebermann zum Vorbild. Er legte im März 1902 das erste Staatsexamen ab und absolvierte anschließend ein Referendariat als Regierungsbauführer. 1905 erhielt er für seinen Entwurf zu einem Museum für Architektur und Architekturplastik in Berlin die Schinkelplakette. Im Juni 1906 bestand Michel das zweite Staatsexamen und wurde am 12. Juni 1906 zum Regierungsbaumeister (Assessor in der öffentlichen Bauverwaltung) ernannt.
Bereits am 15. August 1906 verließ er jedoch den preußischen Staatsdienst, um sich mit seinem Studienfreund Conrad Heidenreich selbstständig zu machen. Heidenreich und Michel ließen sich in Charlottenburg nieder. Michel verlegte sich dabei in der Hauptsache auf den künstlerischen Bereich, wohingegen Heidenreich die kaufmännische Führung innehatte. 1908 verlagerten sie ihren Sitz in das selbst entworfene Wohn- und Geschäftshaus Kaiserdamm 26. Es folgten weitere Wohn- und Geschäftsbauten am Kaiserdamm (1909/1910), das Weinhaus Huth an der Potsdamer Straße (1909/1910), Industriebauten für Benz & Cie. in Berlin und Mannheim (1912), einzelne Gebäude der Gartenstadt Marga (um 1913) sowie Kirchen, Schulen, Herrenhäuser und Villen in der Provinz Brandenburg.

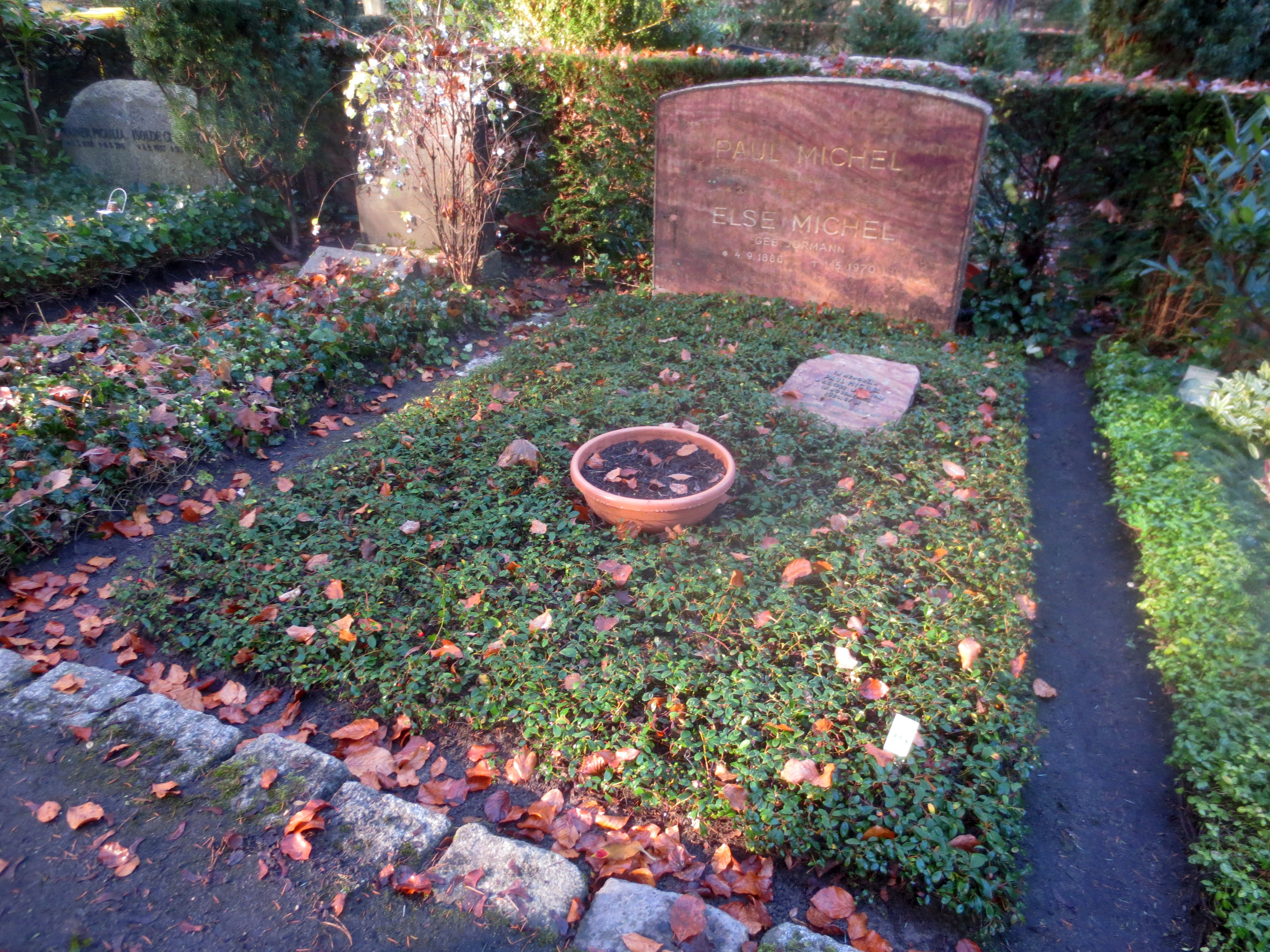
Grab von Paul Michel auf dem Friedhof Heerstraße in Berlin-Westend

Paul Michel starb im April 1938 im Alter von 60 Jahren in Berlin. Sein Grab liegt auf dem landeseigenen Friedhof Heerstraße in Berlin-Westend (Grablage: 16-F-3). Der Nachlass von Paul Michel befindet sich im Bestand des Architekturmuseums der Technischen Universität Berlin. Die noch erhaltenen Gebäude von Heidenreich und Michel stehen heute überwiegend unter Denkmalschutz.